# Rocroi
Pour le fromage, voir Rocroi (fromage).
Rocroi, autrefois Rocroy, est une commune française située dans le département des Ardennes, en région Grand Est.
Décidée par le roi François Ier, la construction des fortifications de Rocroy est réalisée sous Henri II à partir de 1555. Rocroy est l'exemple d'une première fortification rasante. Né de l'imagination des ingénieurs militaires italiens, son urbanisme étoilé (radioconcentrique) est unique en France. Vauban intervient un siècle et demi plus tard pour apporter quelques améliorations et intégrer Rocroy dans son célèbre « pré carré ». Elle a marqué l'histoire notamment lors de la bataille de Rocroi le 19 mai 1643, opposant Français et Espagnols lors de la guerre de Trente Ans.

## Géographie

### Localisation

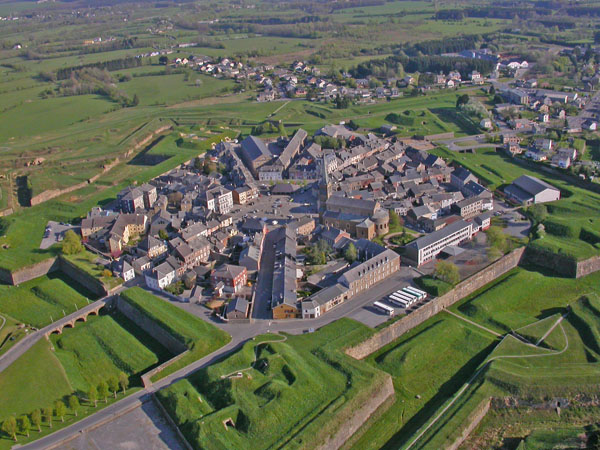
Vue aérienne montrant la structure en étoile des rues de la ville et ses bastions.

La commune est limitrophe de la Belgique dont la frontière est à 2,5 kilomètres au nord de la ville. Rocroi est à 28 kilomètres au nord-ouest du chef-lieu du département, Charleville-Mézières, et à 60 kilomètres au sud de la ville belge de Charleroi.
Le territoire communal s'étend sur une superficie de 5 041 hectares et le point culminant de la commune s'élève à 391 mètres.
Rocroi a adhéré à la charte du parc naturel régional des Ardennes, à sa création en décembre 2011.

### Géologie

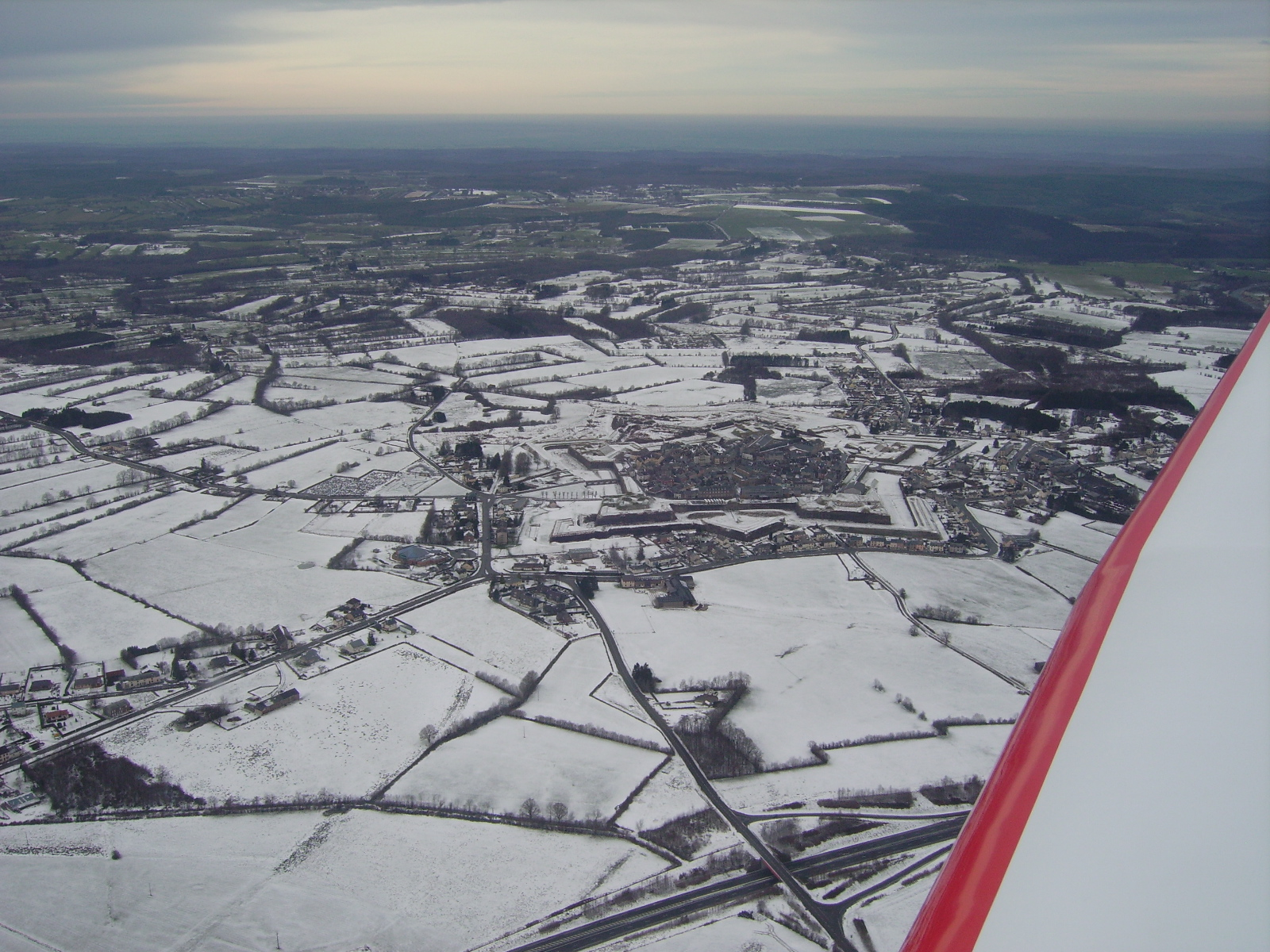
Rocroi sous la neige.

Rocroi est située sur un plateau, appelé, de façon éponyme, plateau ou « Massif » de Rocroi. Il s'agit en fait d'une structure paléozoïque, à dominante cambrienne, composée de roches dures. Cette structure, large d'une vingtaine de kilomètres en direction nord-sud et longue d'une cinquantaine de kilomètres en direction est-ouest, est recoupée par la frontière belge.

### Hydrographie
La commune est dans le bassin versant de la Meuse au sein du bassin Rhin-Meuse. Elle est drainée par la Meuse, le ruisseau de Fau, l'Eau Noire, le ruisseau des Moulins, le ruisseau Ste-Anne, le ruisseau de la Tauminerie, le ruisseau du Greffier, le ruisseau de Faux Pre, la Conduite de Whitaker, le ruisseau du Moulin Manceau, le ruisseau du Rond Terne, le ruisseau du Champ Fleury, le ruisseau de Faliere, le ruisseau de la Chaudiere, le ruisseau du Fond de Pernelle, le ruisseau des Censes, le ruisseau des Muletiers et le ruisseau de la Prise Gatin,.
La Meuse, d'une longueur de 486 km, est un fleuve européen qui prend sa source en France, dans la commune du Châtelet-sur-Meuse, à 409 mètres d'altitude, et se jette dans la mer du Nord après un cours long d'approximativement 950 kilomètres traversant la France, la Belgique et les Pays-Bas. Elle longe la commune sur une petite partie est, s'écoulant du nord vers le sud  sur une longueur d'environ 400 m.
Le ruisseau de Fau, d'une longueur de 19 km, prend sa source dans la commune des Mazures et se jette  dans la Meuse à Revin, après avoir traversé six communes.
L'Eau Noire, d'une longueur de 12 km en France, prend sa source sur le plateau de Rocroi, traverse l'Ardenne avant de rejoindre Couvin, en Belgique, et se jeter  dans l'Eau Blanche près de Dourbes pour donner naissance au Viroin.

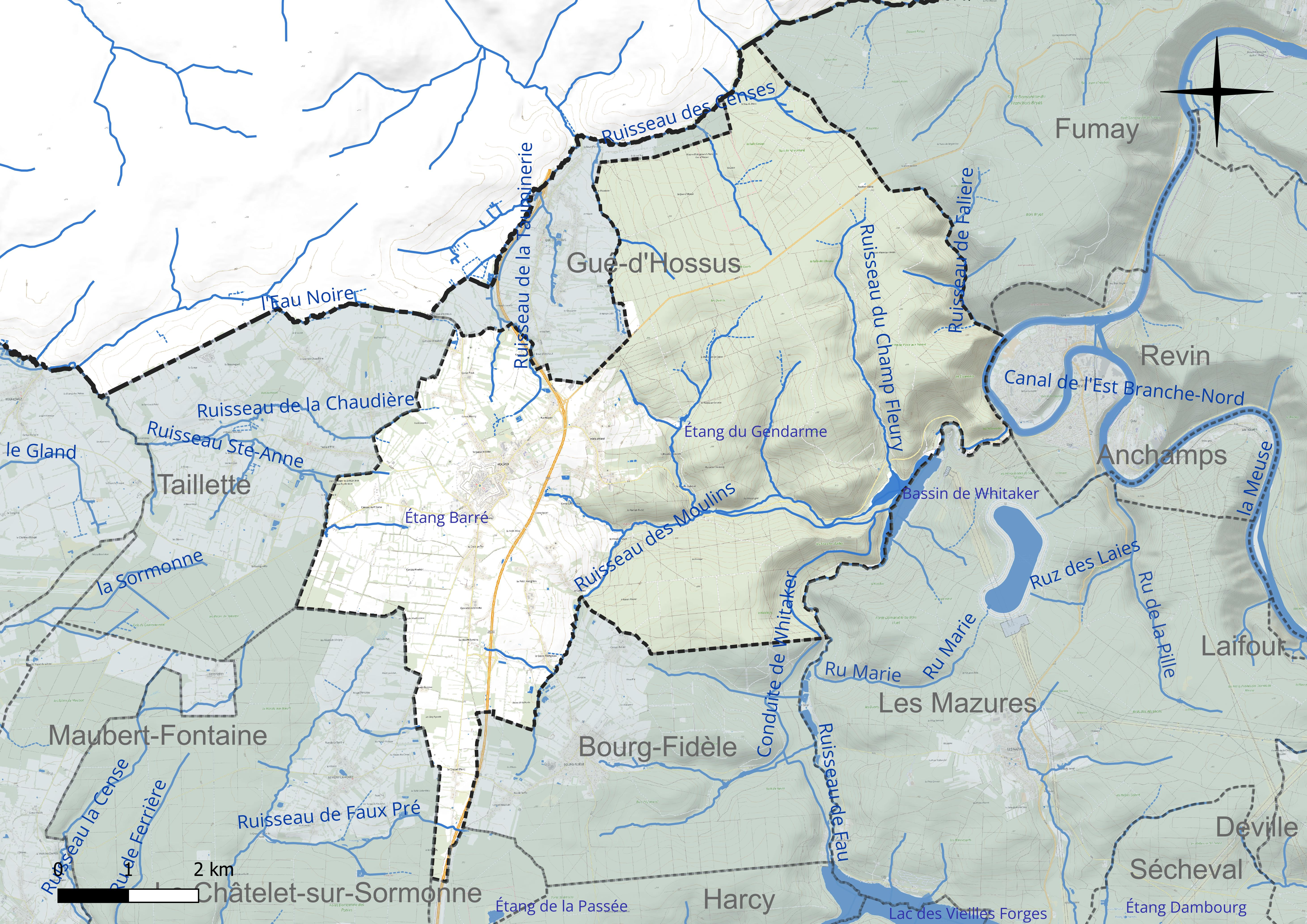
Réseau hydrographique de Rocroi.

Trois plans d'eau complètent le réseau hydrographique : le bassin de Whitaker, d'une superficie totale de 50,3 ha (22,3 ha sur la commune), l'étang Barré (0,3 ha) et l'étang du Gendarme (0,4 ha),.

### Climat
Pour des articles plus généraux, voir Climat du Grand Est et Climat des Ardennes.
En 2010, le climat de la commune est de type climat de montagne, selon une étude du Centre national de la recherche scientifique s'appuyant sur une série de données couvrant la période 1971-2000. En 2020, Météo-France publie une typologie des climats de la France métropolitaine dans laquelle la commune est exposée à un climat océanique altéré et est dans une zone de transition entre les régions climatiques « Nord-est du bassin Parisien » et « Lorraine, plateau de Langres, Morvan ».
Pour la période 1971-2000, la température annuelle moyenne est de 8,8 °C, avec une amplitude thermique annuelle de 15,4 °C. Le cumul annuel moyen de précipitations est de 1 182 mm, avec 14,8 jours de précipitations en janvier et 10,7 jours en juillet. Pour la période 1991-2020, la température moyenne annuelle observée sur la station météorologique installée sur la commune est de 9,5 °C et le cumul annuel moyen de précipitations est de 1 210,4 mm. 
La température maximale relevée sur cette station est de 37,6 °C, atteinte le 25 juillet 2019 ; la température minimale est de −14,7 °C, atteinte le 4 février 2012,,.
| Mois                                  | jan.           | fév.           | mars           | avril         | mai           | juin          | jui.          | août          | sep.          | oct.          | nov.          | déc.           | année      |
| ------------------------------------- | -------------- | -------------- | -------------- | ------------- | ------------- | ------------- | ------------- | ------------- | ------------- | ------------- | ------------- | -------------- | ---------- |
| Température minimale moyenne (°C)     | −0,4           | −0,2           | 2              | 4,5           | 7,8           | 10,6          | 12,7          | 12,6          | 9,8           | 6,8           | 3,1           | 0,4            | 5,8        |
| Température moyenne (°C)              | 1,8            | 2,4            | 5,7            | 9             | 12,5          | 15,4          | 17,7          | 17,4          | 14,1          | 10            | 5,4           | 2,5            | 9,5        |
| Température maximale moyenne (°C)     | 4              | 5              | 9,3            | 13,4          | 17,2          | 20,3          | 22,6          | 22,2          | 18,3          | 13,3          | 7,8           | 4,6            | 13,2       |
| Record de froid (°C) date du record   | −12,8 07.01.09 | −14,7 04.02.12 | −12,1 01.03.05 | −4,6 11.04.03 | −1,3 24.05.13 | 2,2 02.06.06  | 5,9 02.07.11  | 5,2 20.08.14  | 1,7 20.09.12  | −4,8 24.10.03 | −5,8 28.11.10 | −13,3 19.12.09 | −14,7 2012 |
| Record de chaleur (°C) date du record | 12,3 14.01.22  | 19,4 26.02.19  | 22 31.03.21    | 27 14.04.07   | 28,8 28.05.17 | 32,1 18.06.22 | 37,6 25.07.19 | 36,5 08.08.20 | 32,3 15.09.20 | 25,8 01.10.11 | 20,2 01.11.15 | 13,7 31.12.22  | 37,6 2019  |
| Précipitations (mm)                   | 129,9          | 105,3          | 95,7           | 71,6          | 86,4          | 84,4          | 91,2          | 97,5          | 85,1          | 104,6         | 111,6         | 147,1          | 1 210,4    |

| Diagramme climatique                                  |            |          |             |             |              |              |              |             |              |             |             |
| J                                                     | F          | M        | A           | M           | J            | J            | A            | S           | O            | N           | D           |
| 4−0,4129,9                                            | 5−0,2105,3 | 9,3295,7 | 13,44,571,6 | 17,27,886,4 | 20,310,684,4 | 22,612,791,2 | 22,212,697,5 | 18,39,885,1 | 13,36,8104,6 | 7,83,1111,6 | 4,60,4147,1 |
| Moyennes : • Temp. maxi et mini °C • Précipitation mm |            |          |             |             |              |              |              |             |              |             |             |

Les paramètres climatiques de la commune ont été estimés pour le milieu du siècle (2041-2070) selon différents scénarios d'émission de gaz à effet de serre à partir des nouvelles projections climatiques de référence DRIAS-2020. Ils sont consultables sur un site dédié publié par Météo-France en novembre 2022.

## Urbanisme

### Typologie
Au 1er janvier 2024, Rocroi est catégorisée commune rurale à habitat dispersé, selon la nouvelle grille communale de densité à 7 niveaux définie par l'Insee en 2022.
Elle appartient à l'unité urbaine de Rocroi, une agglomération intra-départementale dont elle est ville-centre,. La commune est en outre hors attraction des villes,.

### Occupation des sols
L'occupation des sols de la commune, telle qu'elle ressort de la base de données européenne d’occupation biophysique des sols Corine Land Cover (CLC), est marquée par l'importance des forêts et milieux semi-naturels (64,9 % en 2018), une proportion sensiblement équivalente à celle de 1990 (64,3 %). La répartition détaillée en 2018 est la suivante : 
forêts (61,4 %), prairies (27,5 %), zones urbanisées (3,6 %), milieux à végétation arbustive et/ou herbacée (3,5 %), zones agricoles hétérogènes (2,3 %), mines, décharges et chantiers (0,6 %), terres arables (0,5 %), eaux continentales (0,5 %). L'évolution de l’occupation des sols de la commune et de ses infrastructures peut être observée sur les différentes représentations cartographiques du territoire : la carte de Cassini (XVIIIe siècle), la carte d'état-major (1820-1866) et les cartes ou photos aériennes de l'IGN pour la période actuelle (1950 à aujourd'hui).

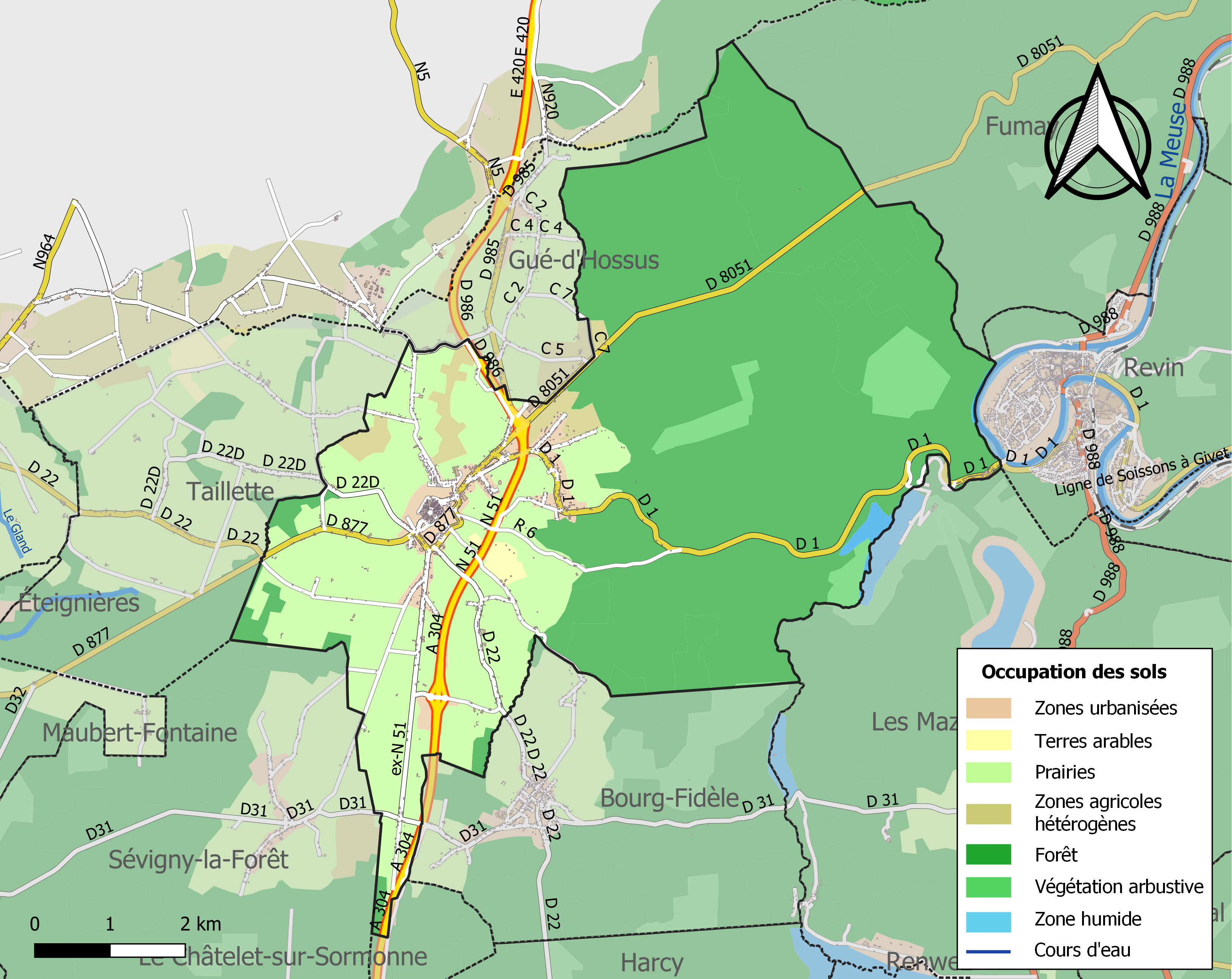
Carte des infrastructures et de l'occupation des sols de la commune en 2018 (CLC).

### Morphologie urbaine

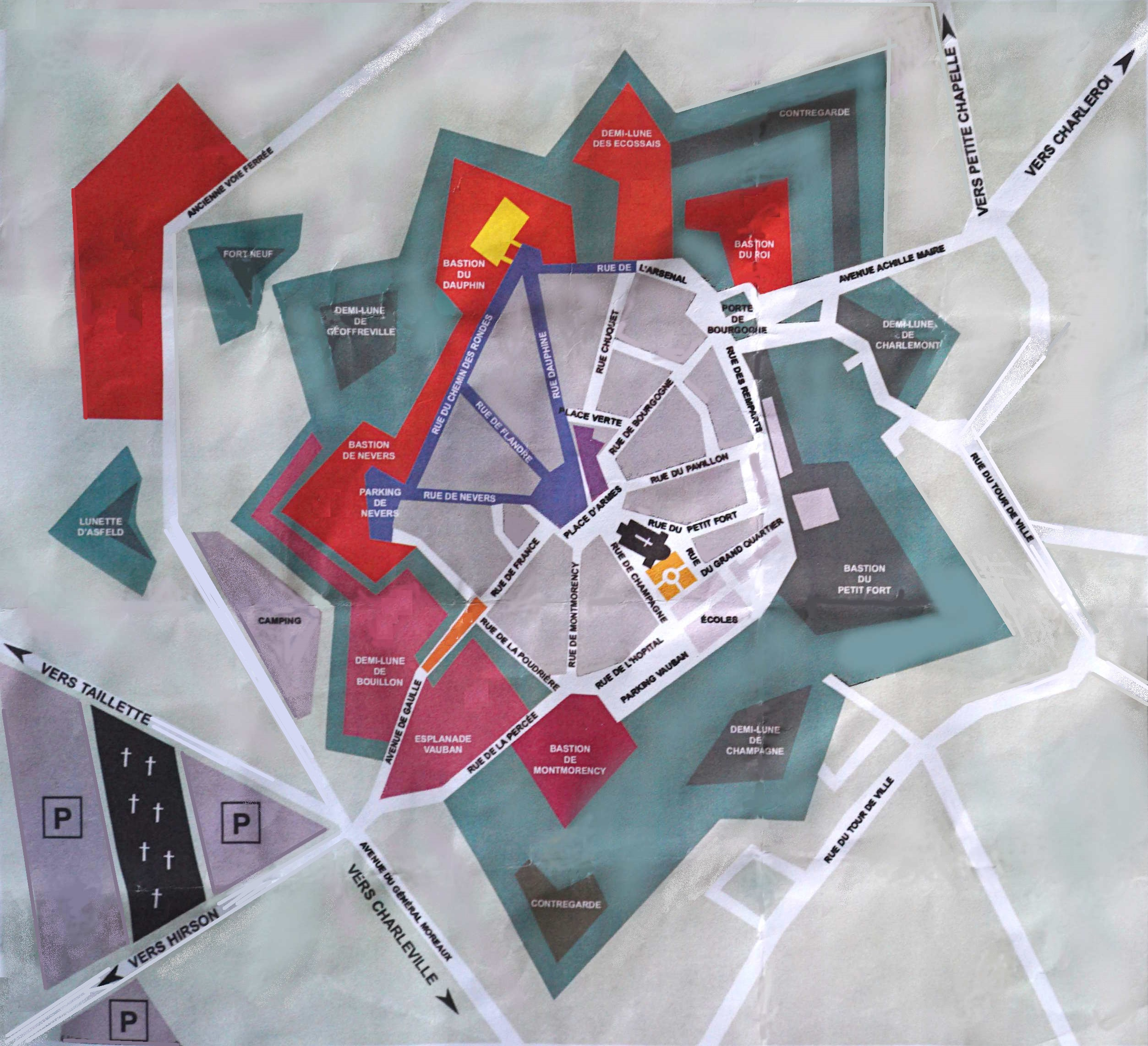
Plan de la ville.

### Habitat et logement
En 2019, le nombre total de logements dans la commune était de 1 205, alors qu'il était de 1 214 en 2014 et de 1 149 en 2009.
Parmi ces logements, 85,1 % étaient des résidences principales, 3,2 % des résidences secondaires et 11,8 % des logements vacants. Ces logements étaient pour 77,9 % d'entre eux des maisons individuelles et pour 21,8 % des appartements.
Le tableau ci-dessous présente la typologie des logements à Rocroi en 2019 en comparaison avec celle des Ardennes et de la France entière. Une caractéristique marquante du parc de logements est ainsi une proportion de résidences secondaires et logements occasionnels (3,2 %) inférieure à celle du département (3,5 %) mais supérieure à celle de la France entière (9,7 %). Concernant le statut d'occupation de ces logements, 62,9 % des habitants de la commune sont propriétaires de leur logement (62,6 % en 2014), contre 60,5 % pour les Ardennes et 57,5 pour la France entière.
| Typologie                                               | Rocroi | Ardennes | France entière |
| ------------------------------------------------------- | ------ | -------- | -------------- |
| Résidences principales (en %)                           | 85,1   | 84,8     | 82,1           |
| Résidences secondaires et logements occasionnels (en %) | 3,2    | 3,5      | 9,7            |
| Logements vacants (en %)                                | 11,8   | 11,7     | 8,2            |

## Toponymie

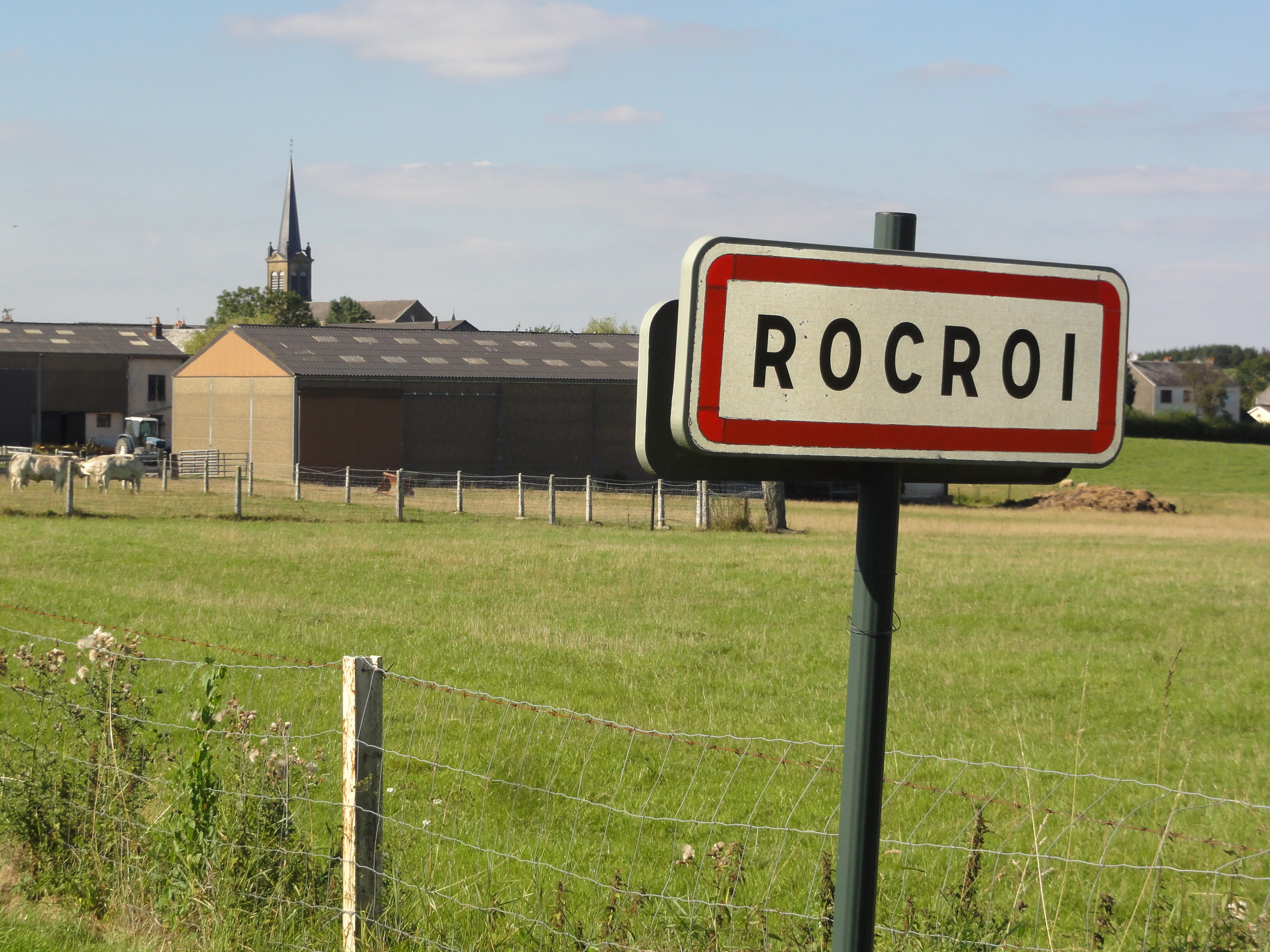

La commune, instituée par la Révolution française sous le nom de Rocroy en 1793, prend ultérieurement l'orthographe actuelle de Rocroi, après avoir porté le nom révolutionnaire de Roc-Libre.

## Histoire

### Temps modernes

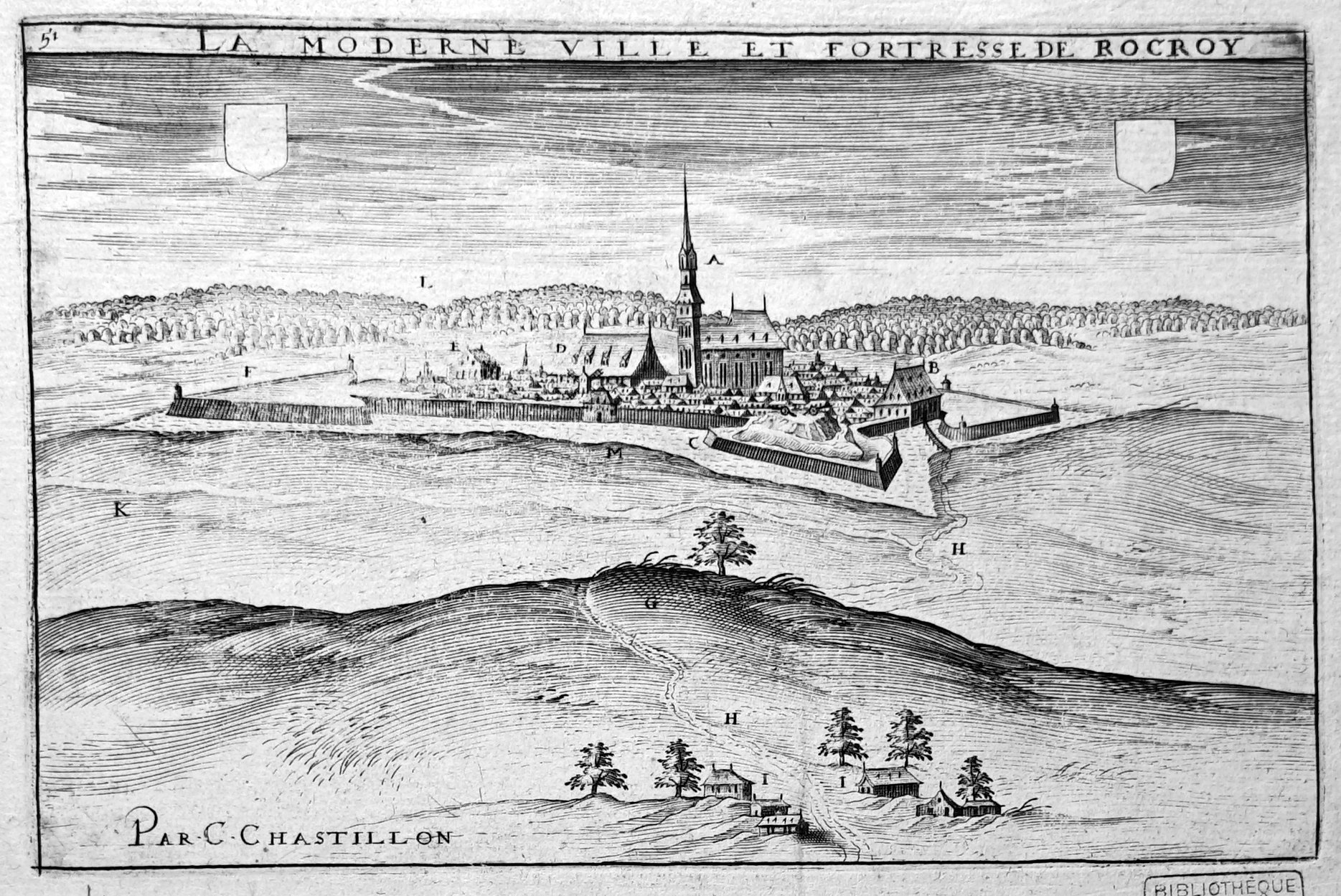
Vers 1600 par Claude Chastillon.

Plan des fortifications (1772)

En 1545, François Ier demande à Girolamo Marini, commissaire-général des fortifications de Champagne, de fortifier la frontière de Champagne. Il construit un petit fort près du village de Roulcroix.
Charles Quint décide de construire le fort de Charlemont, à Givet en 1552. Henri II répond en faisant édifier l'enceinte de Rocroi la même année, avec son plan radio-concentrique inscrit dans un système de cinq bastions (avec orillons) en étoile. « Comme les traités de fortification publiés après 1545 en témoignent, le plan radioconcentrique est devenu dès lors, au même titre que l'enceinte bastionnée polygonale, la disposition caractéristique et propre aux villes de guerre ». Elle est terminée en 1556. Le vieux fort est probablement le fortin construit par Marini, transformé en bastion appelé bastion du Petit-Fort ou bastion du Roy. La construction a été confiée à un maître maçon de Senlis, Loys Lenthe, par le maréchal de Bourdillon. À l'origine, l'enceinte n'était pas maçonnée. La ville est assiégée par les Espagnols en 1556 et 1559, sans succès. Le gouverneur de Champagne, François de Clèves avait fait renforcer les défenses en urgence. La place est prise par les protestants de Sedan le 20 novembre 1588. Ils la vendent au duc de Guise. Le roi Louis XIII la rachète en 1614. Le plan initial a été conservé mais les bastions ont été modifiés quand des demi-lunes ont été ajoutées. Le bastion du Roi est retranché de la ville par un fossé pour devenir une citadelle. Les escarpes sont alors revêtues de maçonnerie.
Au cours du siège de Rocroi par les Espagnols commandés par Francisco de Melo a lieu la fameuse bataille de Rocroi, le 19 mai 1643, qui voit la victoire des Français sur les Espagnols. Le chef de l'armée royale française, le duc d'Enghien, plus tard appelé le Grand Condé, révèle alors à tous son génie militaire. Cette victoire décisive dans la guerre de Trente Ans (1618-1648) marque le retour de la France sur la scène internationale après un siècle de défaites et de guerres civiles.
Dix ans plus tard, le même Condé, qui commande alors les Espagnols, prend cette ville pour eux, en 1653, mais elle est rendue à la France en 1659, par la paix des Pyrénées.

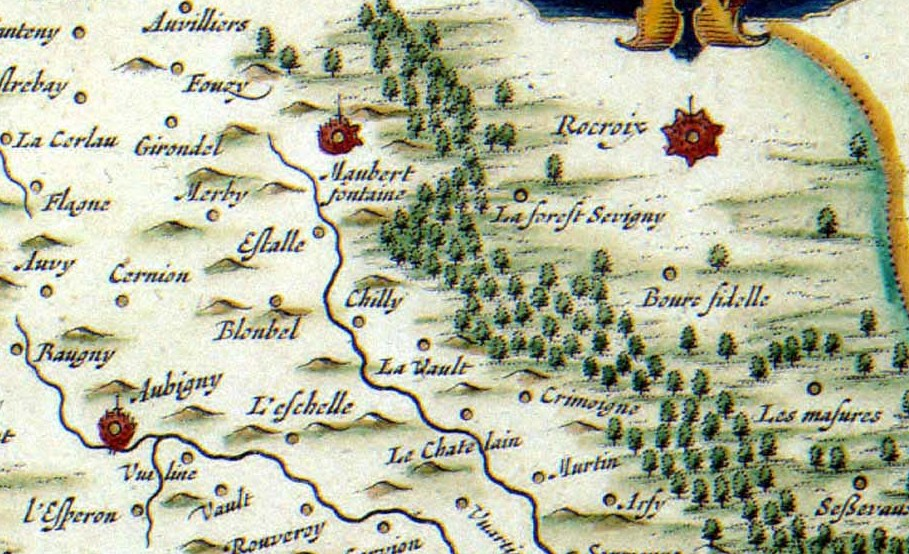
Rocroi en 1635.
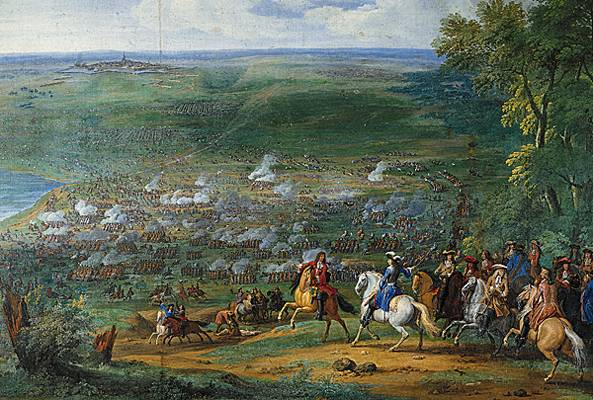
La bataille de Rocroi.
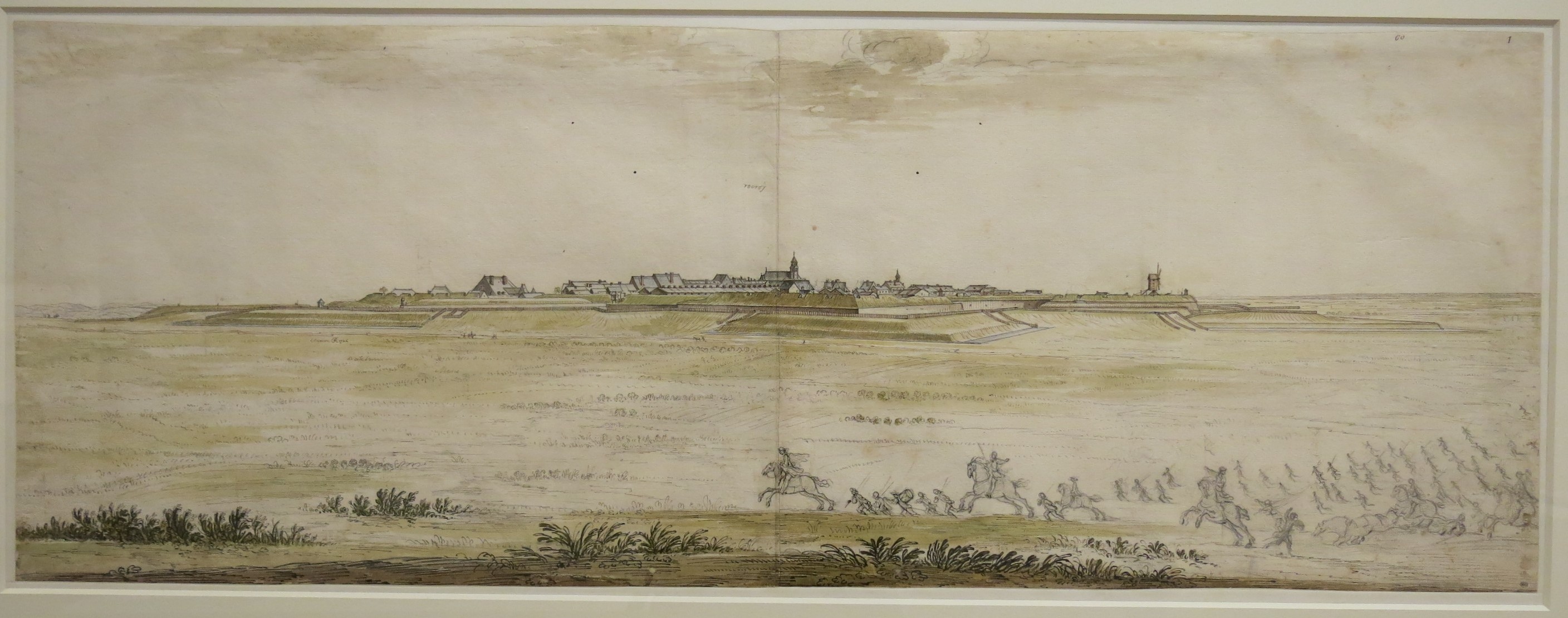
Rocroi en 1665 par Israël Silvestre.

Vauban remanie la place à partir d'avril 1675. Les remparts sont maçonnés extérieurement. Un arsenal est bâti en 1692. Rocroi fait alors partie de la deuxième ligne du Pré carré.

### Révolution française et Empire
Pendant la Révolution, après l'abolition de la royauté, Rocroi reçoit le nom de « Roc-Libre ». Du début de 1793 au 15 décembre 1815 sont annexés au département des Ardennes 36 villages « belges » de l’Entre-Sambre-et-Meuse (en fait de la principauté de Liège, pour la plupart — Philippeville et Mariembourg étant déjà deux villes françaises) des cantons de Couvin, Philippeville et Givet (ici, deux municipalités seulement) et qui dépendent de l'arrondissement de Rocroi. Après le traité de Paris (1814), on y ajoute les cantons de Chimay et de Walcourt.

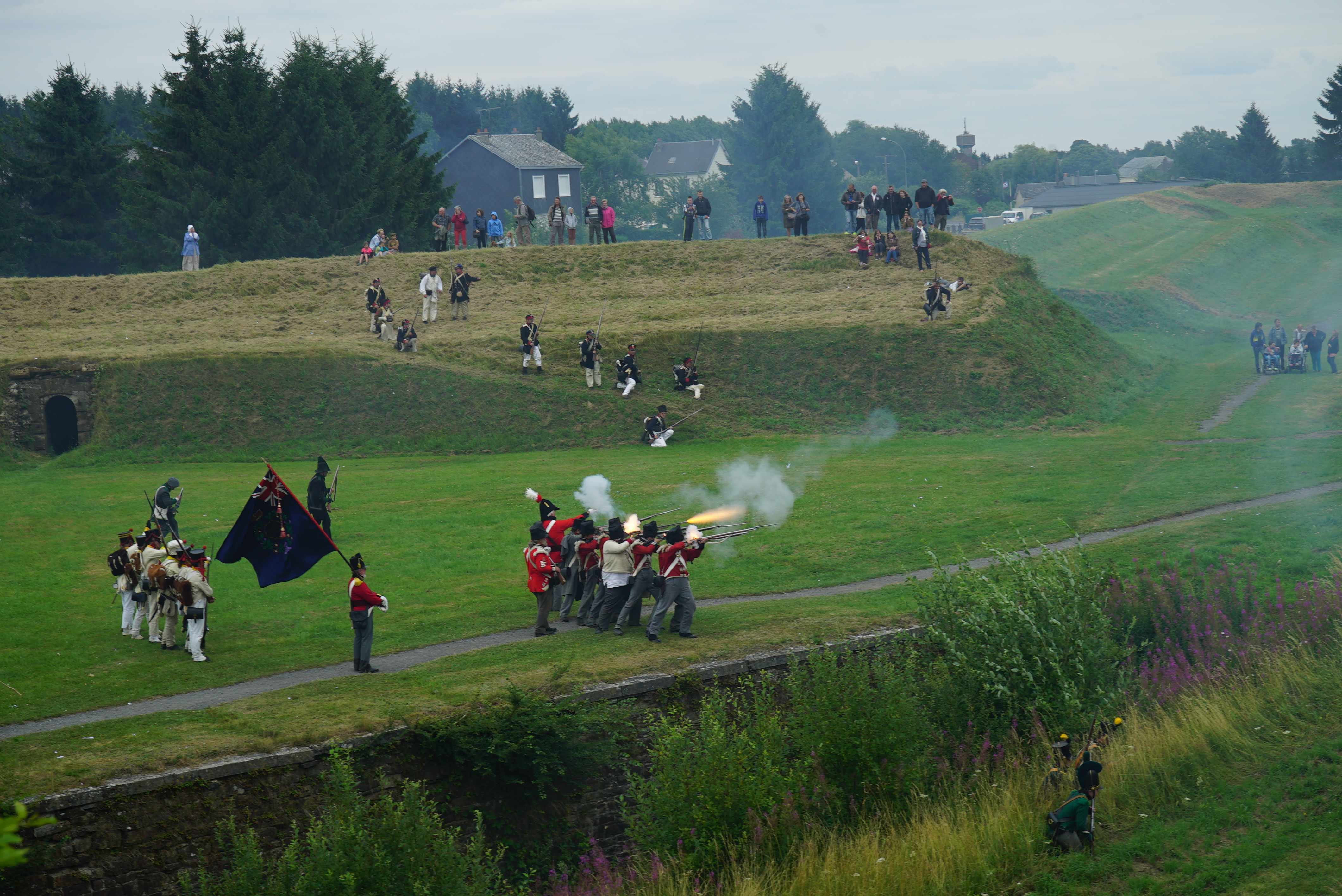
Les remparts lors de la reconstitution du siège de Rocroi en 2015.

Ces communes qui sont françaises pendant 22 ans sont Aublain, Boussu-en-Fagne, Cerfontaine, Couvin, Dailly, Doische, Dourbes, Fagnolle, Frasnes-lez-Couvin, Gimnée, Gonrieux, Jamagne, Jamiolle, Le Mesnil, Mariembourg, Matagne-la-Grande, Matagne-la-Petite, Mazée, Merlemont, Neuville, Nismes, Niverlée, Oignies, Olloy-sur-Viroin, Pesche, Petigny, Philippeville, Roly, Romerée, Samart, Sart-en-Fagne, Sautour, Senzeilles, Treignes, Vaucelles, Vierves, Villers-Deux-Églises, Villers-en-Fagne.
En 1815, lors de l'invasion de la France après la défaite de Waterloo, la ville est assiégée : défendue par 400 gardes nationaux contre 10 000 Prussiens avec un renfort britannique, elle se rend le 16 août après deux heures de bombardement,.

### Époque contemporaine
En 1841, la commune de Taillette est créée par démembrement du territoire de Rocroi.
Durant la guerre franco-allemande de 1870, la ville de Rocroi est une place forte. Elle est investie le 6 janvier 1871.
Des travaux sont encore faits sur l'enceinte de Rocroi entre 1879 et 1886. La place est déclassée définitivement en 1888 lors de la « crise de l'obus-torpille ».

#### Histoire agricole
Pays de terres pauvres, le type d'agriculture pratiquée jusqu'à la première moitié du XXe siècle était le sart. Archétype étudié en géographie rurale, il s'agit d'une rotation agro-sylvo-pastorale d'environ 20 ans, on pratiquait ainsi :
- Écorçage du bois arrivé à maturité et vente de l'écorce aux tanneries ;
- Coupe rase et vente du bois de taillis ;
- On brûle les reliquats de végétation à « l'étouffé », vers la fin du printemps. Cette pratique est à l'origine des fameux « brouillards puants » ou « brouillards de Rocroi ».
- Semis de seigle dans les jours qui suivent, avec respect des souches qui doivent rejeter et former des cépées.
- Récolte du seigle l'année suivante.
- On laisse les genêts proliférer 4-5 ans (plantes légumineuses, apportant de l'azote). Les taillis sont mis en défens, pour éviter que les animaux ne détruisent les rejets de souche.
- Les genêts sont coupés et donne du fourrage, de la litière.
- Après un certain temps, la pâture est autorisée dans les taillis.
- Au bout de 20 ans, le taillis est prêt pour une nouvelle coupe[29].

## Politique et administration

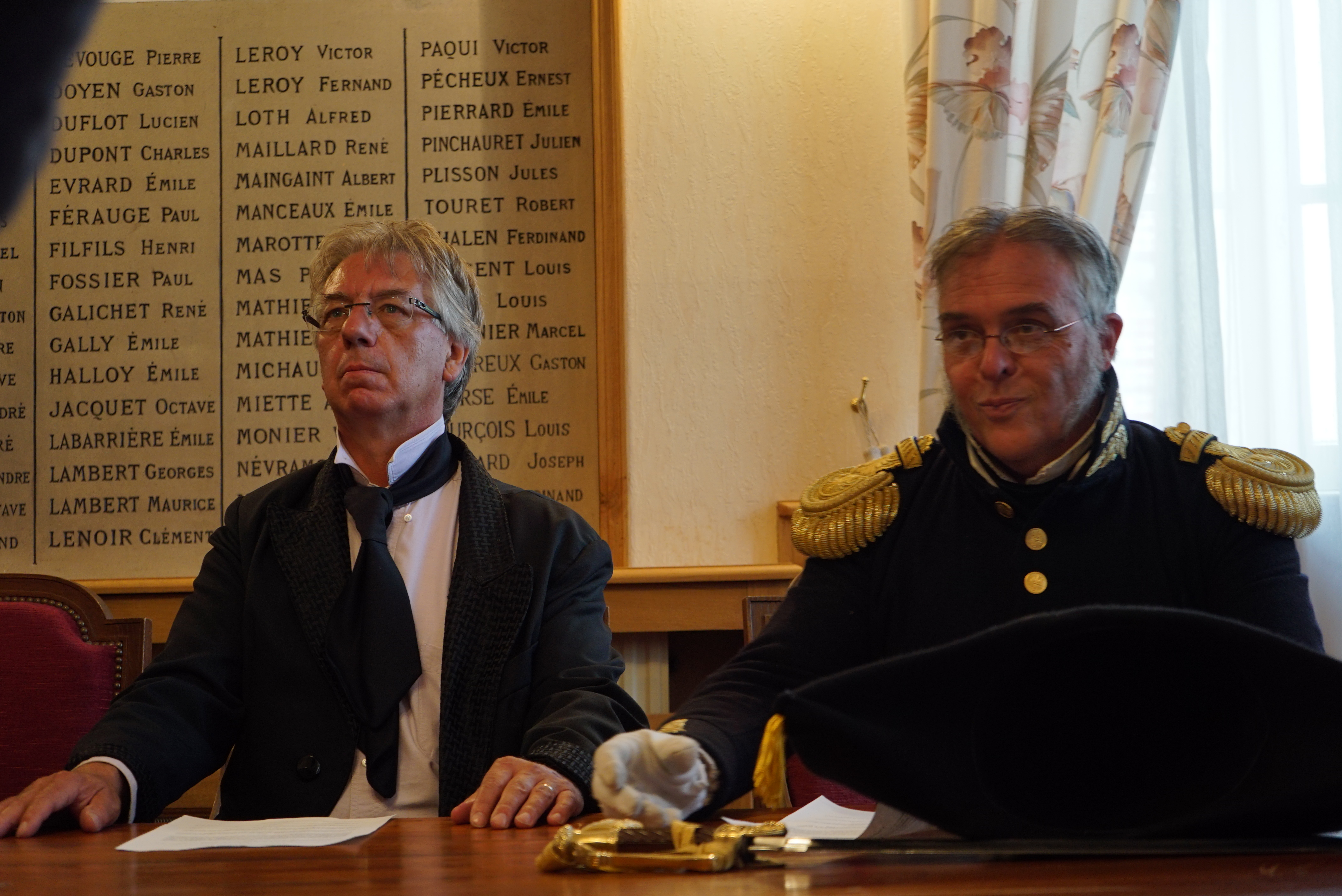
Denis Binet rejouant la reddition de la ville en 1815.

### Rattachements administratifs et électoraux

#### Rattachements administratifs
La commune se était de 1801 à 1926 le chef-lieu de l'arrondissement de Rocroi du département des Ardennes, année où cet arrondissement a été supprimé et la ville rattachée à l'arrondissement de Charleville-Mézières. Pour l'élection des députés, elle fait partie depuis 1958 de la deuxième circonscription des Ardennes.
Elle était depuis 1793 le chef-lieu du canton de Rocroi. Dans le cadre du redécoupage cantonal de 2014 en France, cette circonscription administrative territoriale a disparu, et le canton n'est plus qu'une circonscription électorale.

#### Rattachements électoraux
Pour les élections départementales, la commune est depuis 2014 le bureau centralisateur d'un nouveau Rocroi, qui passe de 14 à 33. communes
Pour l'élection des députés, elle fait partie depuis 1958 de la deuxième circonscription des Ardennes

### Intercommunalité
La ville était le siège de la petite communauté de communes Val et Plateau d'Ardenne, un établissement public de coopération intercommunale (EPCI) à fiscalité propre créé fin 2003, et qui fusionne avec sa voisine pour créer, le 1er janvier 2014, la communauté de communes Portes de France.
Celle-ci n'atteignant pas le seuil de 15 000 habitants prescrit par la Loi NOTRe du fusionner avec la communauté de communes Meuse et Semoy pour former, le 1er janvier 2017, la communauté de communes Vallées et Plateau d'Ardenne dont Rocroi est désormais le siège.

### Tendances politiques et résultats
Lors du premier tour des élections municipales de 2014 dans les Ardennes, la liste UMP menée par  	Denis Binet  obtient la majorité absolue des suffrages exprimés, avec 794 voix (66,11 %, 16 conseillers municipaux élus dont 7 communautaires), devançant très largement celles menées respectivement par :  

- Richard Huet (DVG, 238 voix, 19,81 %, 2 conseillers municipaux élus) ; 	

- Patrice Germain (DVD, 169 voix, 14,07 %, 1 conseiller municipal élu).

Lors de ce scrutin, 29,52 % des électeurs se sont abstenus 	
Lors du premier tour des élections municipales de 2020 dans les Ardennes, la liste LR menée par le maire sortant obtient à nouveau la majorité absolue des suffrages exprimés, avec 615 voix (76,68 %, 17 conseillers municipaux élus dont 4 communautaires), devançant très largement celle DVG menée par Lysian Fag, qui a recueilli 187 voix (23,31 %, 2 conseillers municipaux élus).
Lors de ce scrutin marqué par la pandémie de Covid-19 en France, 50,30 % des électeurs se sont abstenus.

### Distinctions et labels
La commune est labellisée Village étape depuis le 7 août 2012, label renouvelé tous les cinq ans.
Elle reçoit la marque Petite Cité de Caractère en 2014.
En février 2021, Rocroi remporte le Tournoi des Villages Français organisé par la page Facebook "La Garde du Patrimoine".

## Équipements et services publics

### Équipements sportifs
Rocroi dispose : 
- d'une piscine intercommunale, le Centre aquatique du Nord-Ouest Ardennais
- d'un Tennis Club
- d'un club de football, l'Association sportive Bourg Rocroi (ASBR)
- d'une section tennis de table au sein de l'US Rocroi
- d'un centre de tir 10 m, 25 m, 50 m. Une formation pour les jeunes est assurée.
- d'une salle de musculation et fitness
- d'un club sportif de marche, VTT, vélo route, course à pied :  Rocroy sports nature. Organisation d'une course d'orientation, 3 h de VTT, d'un trail, d'une corrida et d'un bike et run.

## Population et société

### Démographie
L'évolution du nombre d'habitants est connue à travers les recensements de la population effectués dans la commune depuis 1793. Pour les communes de moins de 10 000 habitants, une enquête de recensement portant sur toute la population est réalisée tous les cinq ans, les populations de référence des années intermédiaires étant quant à elles estimées par interpolation ou extrapolation. Pour la commune, le premier recensement exhaustif entrant dans le cadre du nouveau dispositif a été réalisé en 2004.

En 2022, la commune comptait 2 256 habitants, en évolution de −4,29 % par rapport à 2016 (Ardennes : −2,97 %, France hors Mayotte : +2,11 %).
| 1793  | 1800  | 1806  | 1821  | 1831  | 1836  | 1841  | 1846  | 1851  |
| ----- | ----- | ----- | ----- | ----- | ----- | ----- | ----- | ----- |
| 3 260 | 2 846 | 3 008 | 3 501 | 3 173 | 3 232 | 3 780 | 3 590 | 3 765 |

| 1866  | 1872  | 1876  | 1881  | 1886  | 1891  | 1896  | 1901  | 1906  |
| ----- | ----- | ----- | ----- | ----- | ----- | ----- | ----- | ----- |
| 2 998 | 2 281 | 2 381 | 2 977 | 3 172 | 2 265 | 2 193 | 2 176 | 2 116 |

| 1911  | 1921  | 1926  | 1931  | 1936  | 1946  | 1954  | 1962  | 1968  |
| ----- | ----- | ----- | ----- | ----- | ----- | ----- | ----- | ----- |
| 2 256 | 2 127 | 2 442 | 2 436 | 2 250 | 1 969 | 2 348 | 2 870 | 2 997 |

| 1975  | 1982  | 1990  | 1999  | 2004  | 2006  | 2009  | 2014  | 2019  |
| ----- | ----- | ----- | ----- | ----- | ----- | ----- | ----- | ----- |
| 2 911 | 2 789 | 2 555 | 2 420 | 2 379 | 2 365 | 2 397 | 2 377 | 2 283 |

| 2022  | - | - | - | - | - | - | - | - |
| ----- | - | - | - | - | - | - | - | - |
| 2 256 | - | - | - | - | - | - | - | - |

### Vie associative
- L'Harmonie municipale de Rocroi. Des salles pour les associations dans le bastion du Dauphin.
- Théatra Rocroi, association de théatre  boulevard.

## Économie
Grâce à son riche patrimoine historique, la commune accueille chaque année près de 40 000 visiteurs.

## Culture locale et patrimoine

### Lieux et monuments
On peut signaler : 
- Le musée de la bataille de Rocroi, situé dans un ancien corps de garde ;
- Les fortifications classées au titre de monument historique[47] ;
- L’église Saint-Nicolas, construite en 1844, où se trouve une peinture Le Christ au tombeau de Victor Mottez (1809-1897), offerte par Napoléon III[48].

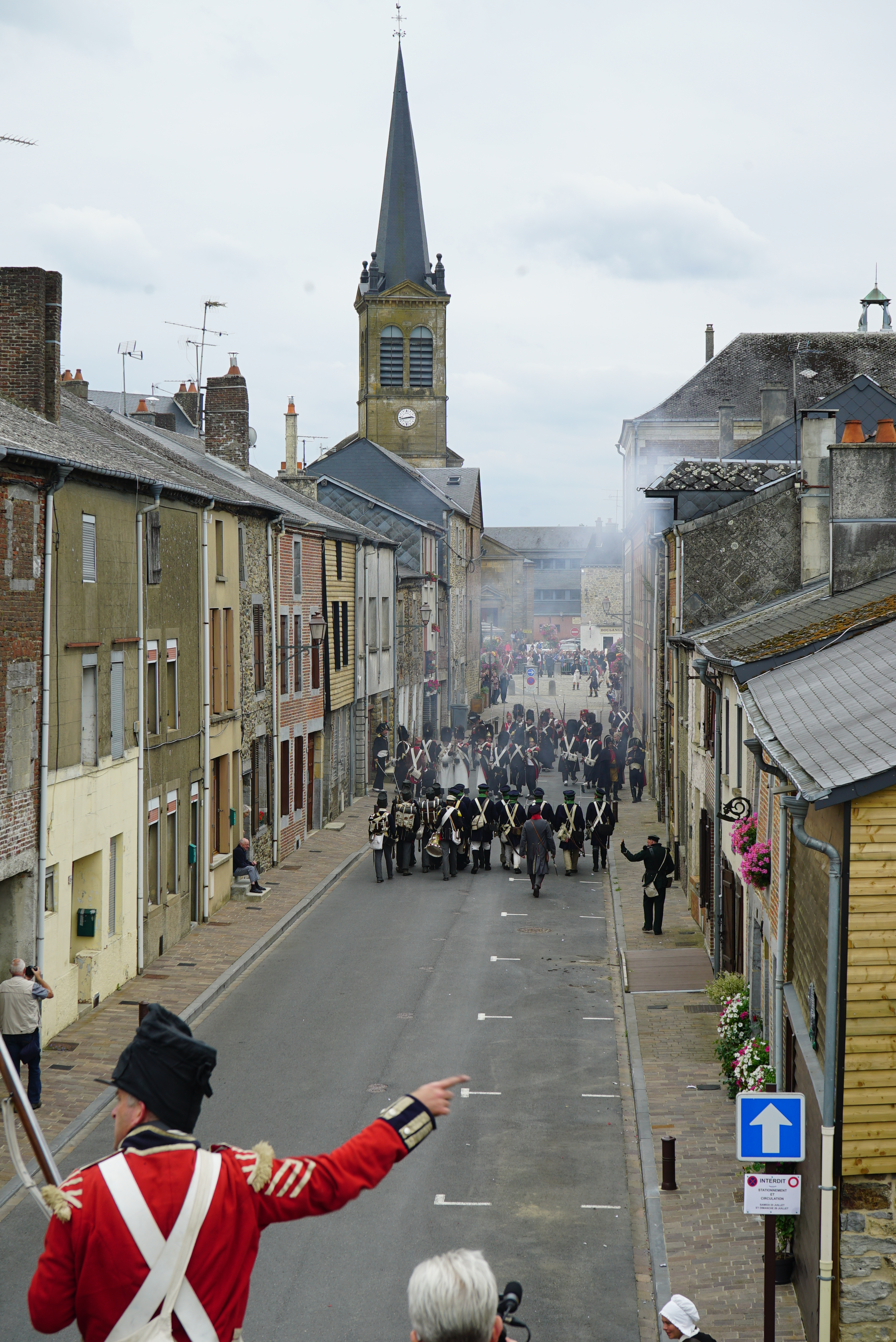
Célébration du bicentenaire du siège de la ville.
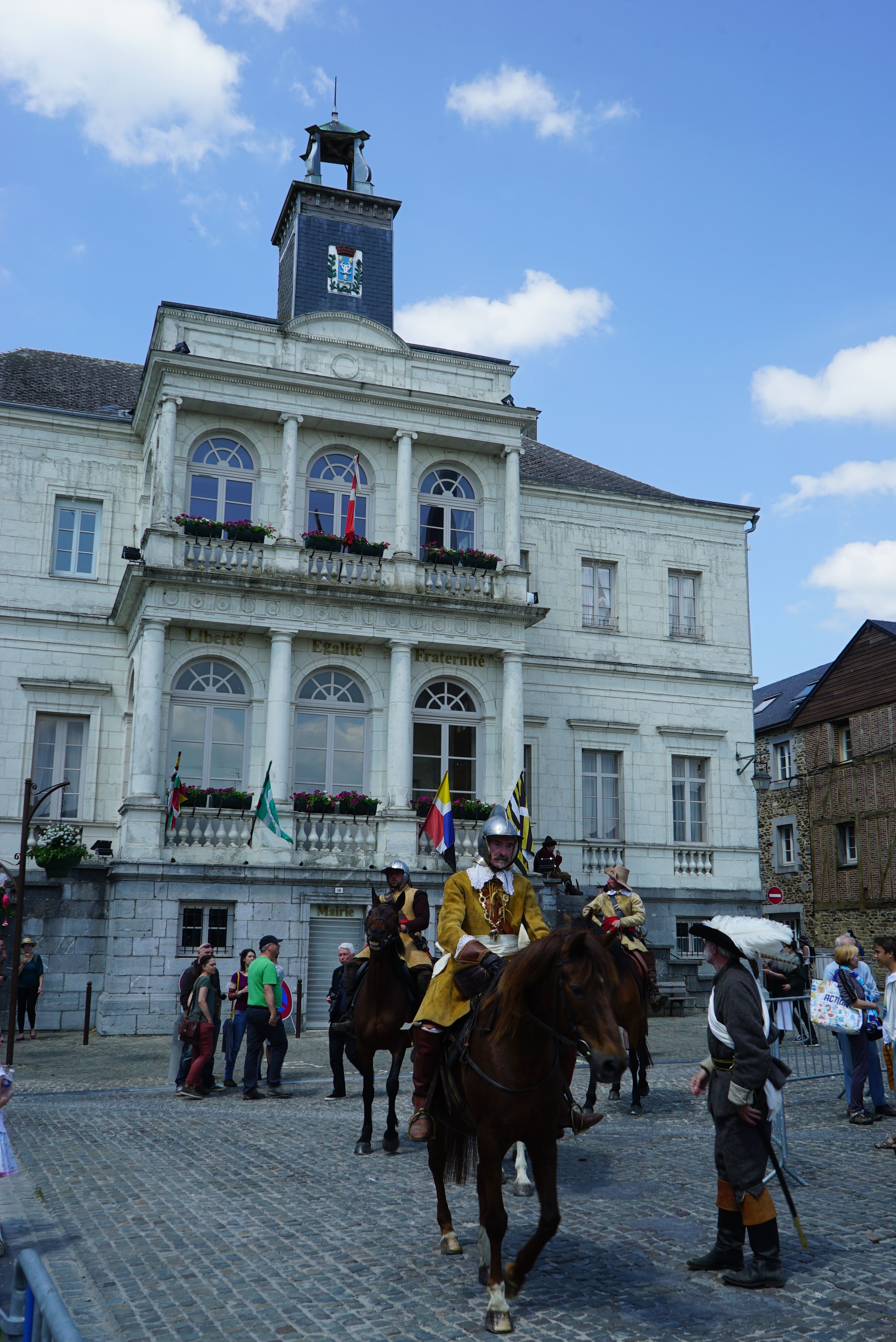
et un cavalier espagnol.
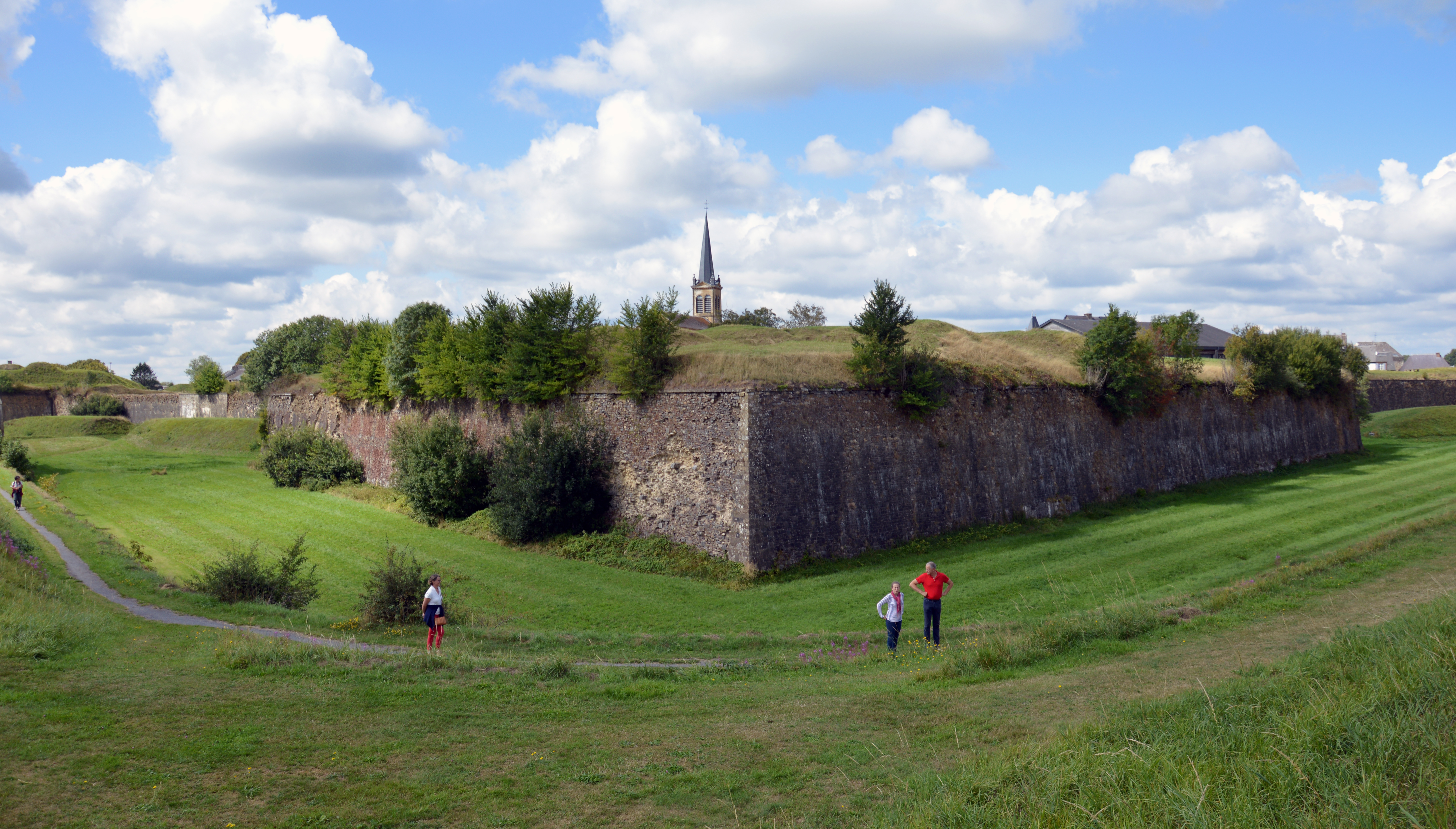
Fortifications.
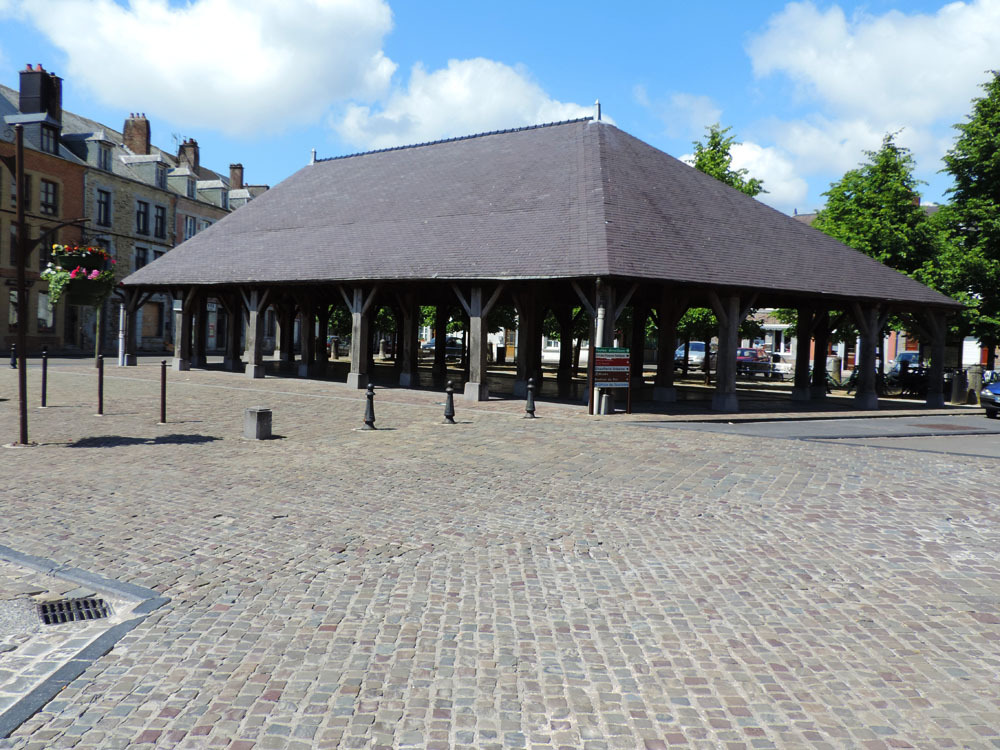
Halle.
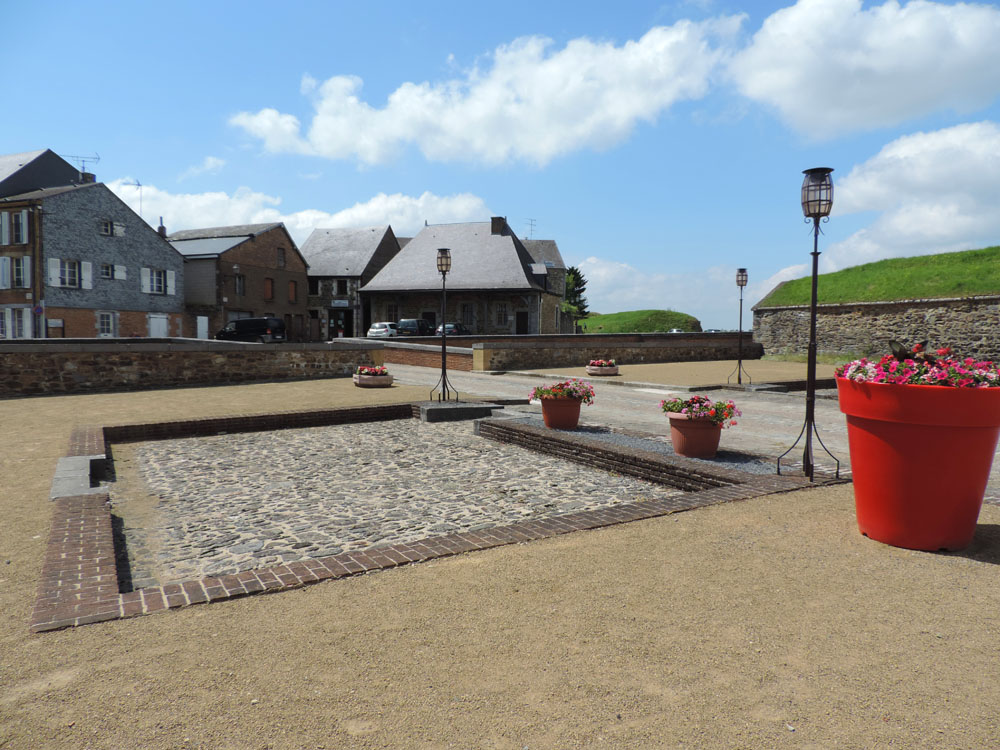
Place du Luxembourg.
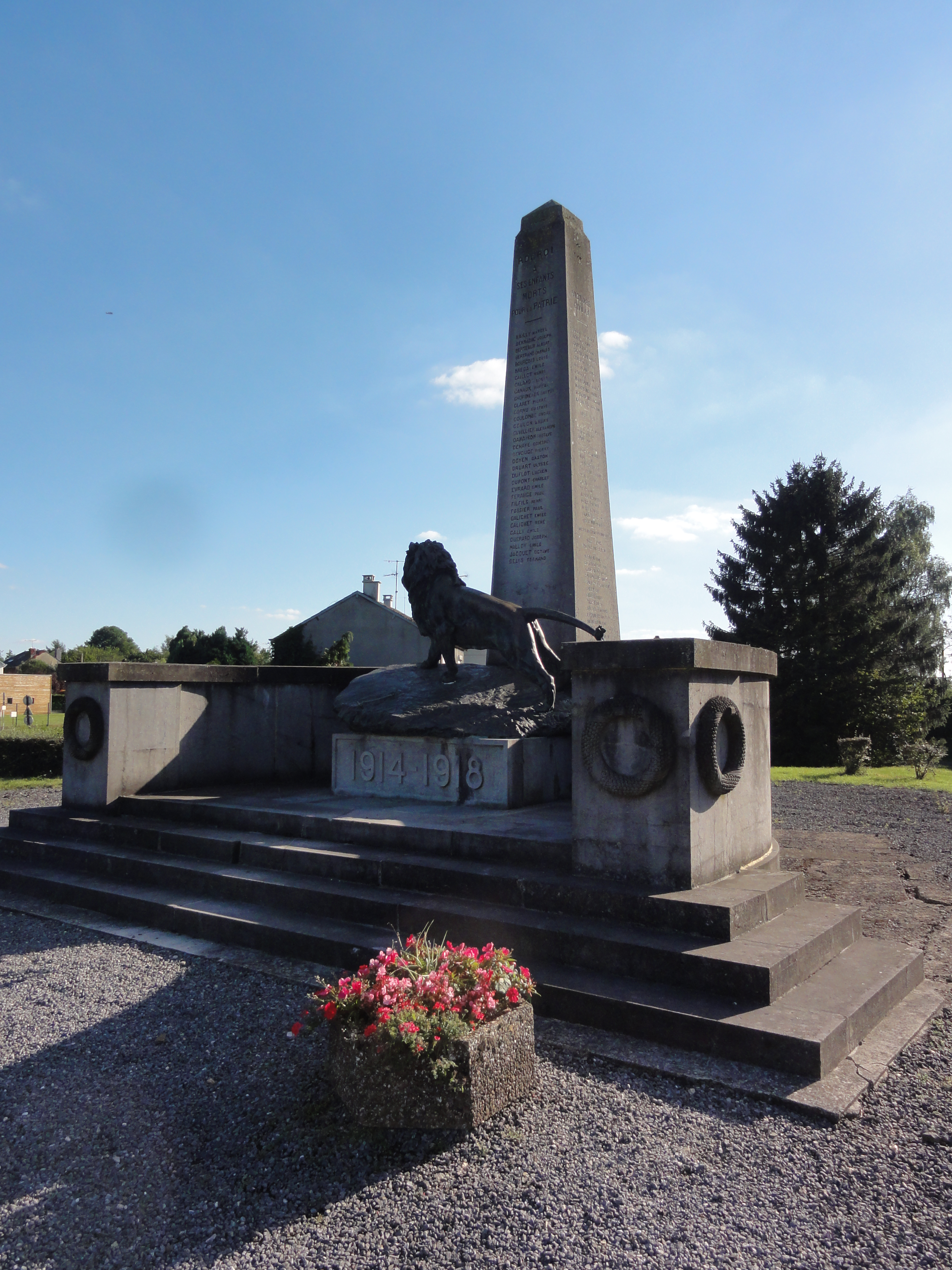
Monument aux morts.
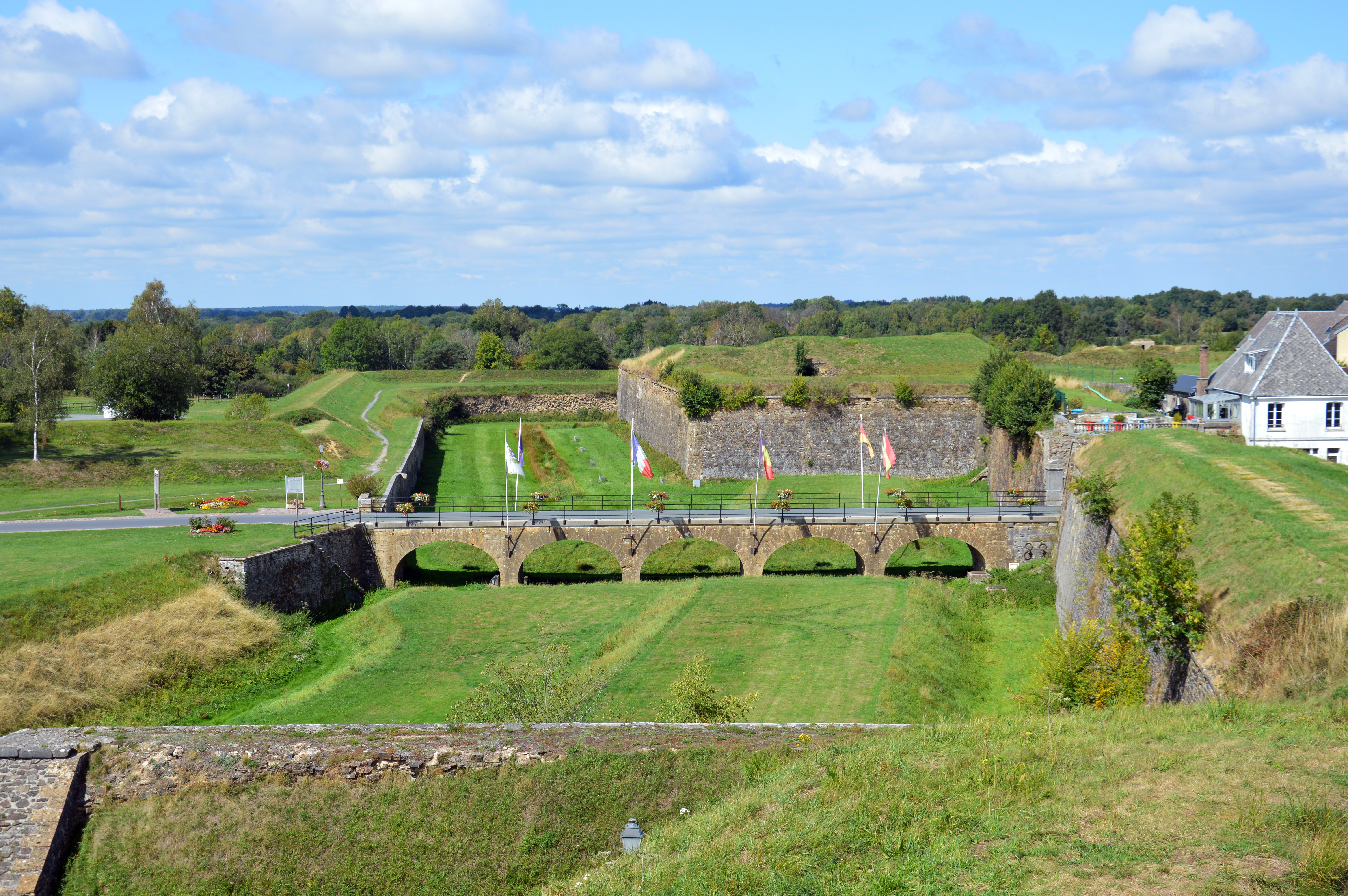
Pont de l'avenue du Général de Gaulle.

### Personnalités liées à la commune
- Antoinette-Thérèse Des Houlières (1659-1718), poétesse et dramaturge, fille d'Antoinette Des Houlières, est née à Rocroi.
- Jacques Louis Laramée, homme politique né le 14 février 1756 à Rocroi (Ardennes) et décédé le 16 octobre 1834 à Paris.
- Fiacre Bouillon (1765-1795), pâtre devenu poète, est né et mort dans la commune.
- Marie-Catherine Monge, née Huart (1747-1846), comtesse de Péluse, épouse de Gaspard Monge, y est née.
- Jean-Baptiste Tholmé (1753-1805), général des armées de la République y est né.
- Jean René Moreaux (1758-1795), général de la Révolution, est né dans la commune.
- Anne Pierre Nicolas de Lapisse (1773-1850), officier du génie, y est né.
- Les trois frères Moreaux, artistes peintres nés tous trois à Rocroi : René (1807-1860) qui fut élève d'Antoine-Jean Gros, Charles Florent Léon (1815-1891) et Auguste (1817-1877). René et Auguste ont émigré au Brésil et sont morts à Rio de Janeiro. Le musée de Versailles conserve deux tableaux de Charles dont : Portrait de Jean René Moreaux, général en chef de l'armée de Moselle[49].
- Auguste Warnier (1810-1875), médecin, préfet puis député d'Alger, y est né.
- Théophile Armand Neveux (1824-1893), parlementaire français sous la IIIe République, président du conseil général des Ardennes et maire de Rocroi.
- Colonel Canard (1824-1894), gouverneur du Sénégal, est né dans la commune.
- Eugène Alfred Jacquemart (1836-1894), homme politique français et officier de l'instruction publique
- Arthur Chuquet (1853-1925), historien français
- Jean Charles Eugène Bordereaux (1869-1942), général de brigade, gouverneur militaire de Verdun.
- Chéri Hérouard (1881-1961), illustrateur et dessinateur de presse
- Andrée Viénot (1901-1976), femme politique, secrétaire d'État, maire de Rocroi.
- Paul Royaux (1908-1944), garçon coiffeur, né à Rocroi, fusillé par condamnation le 23 février 1944 au fort de Bondues[50].

#### Seigneurs de Rocroi
Le nom de certains seigneurs et gouverneurs nous est parvenu. On peut noter : 
- En 1597, Philibert Le Danois, seigneur de Geoffreville (hameau de l'actuelle commune de Novion-Porcien), devient gouverneur de Rocroi puis la famille Le Danois de Joffreville conserve cette charge[51].

### Héraldique
| Blason de Rocroi | Blason  | D'azur, à trois croissants entrelacés d'argent accompagnés de trois fleurs de lys d'or, deux en chef et une en pointe. Ornements extérieursL'écu est timbré d'une couronne murale. |
| Blason de Rocroi | Détails | Le blason de la commune est celui des anciens seigneurs de Rocroi. Le statut officiel du blason reste à déterminer.                                                                |